# Lamprostola thermeola
Lamprostola thermeola là một loài bướm đêm thuộc phân họ Arctiinae, họ Erebidae.